# Wie is hier nou gek?
Wie is hier nou gek? is een nummer van de Nederlandse muzikant Diggy Dex uit 2022, in samenwerking met Vali. Het is de tweede single van zijn album Carrousel XL, een heruitgave van zijn zevende studioalbum Carrousel.

## Achtergrondinformatie
Diggy Dex schreef het nummer over zijn oudste zoon die autisme heeft, en op 7-jarige leeftijd in het autistisch spectrum is gediagnostiseerd. Het nummer heeft als boodschap dat het niet erg is om anders te zijn, en de tekst vraagt om begrip en acceptatie van mensen met autisme. Volgens de tekst hebben we mensen nodig die het net even anders zien, Charles Darwin en Nelson Mandela worden als voorbeelden genoemd, omdat de wereld daarop vooruit kan gaan. "Mijn zoon is geboren in het 'autistisch spectrum'. Maar wie niet?", aldus Diggy Dex.
Het nummer bereikte de Nederlandse hitparades niet.

## Tracklijst
- Muziekdownload

1. "Wie is hier nou gek?" - 3:49